# Пьяная история
"Пьяная история" — американский образовательный комедийный телесериал производства Comedy Central, основанный на веб-сериале «Смеши или умри» (англ.: "Funny or Die"), созданном Дереком Уотерсом и Джереми Коннером в 2007 году. Они, Уилл Феррелл и Адам Маккей являются исполнительными продюсерами шоу. В каждом эпизоде нетрезвый рассказчик, к которому присоединяется ведущий Уотерс, изо всех сил пытается пересказать событие из истории, в то время как актёры разыгрывают анекдоты рассказчика, а также синхронизируют диалоги. В дополнение к Уотерсу и приглашенным звездам, персонажей шоу играют постоянные участники, такие как Бенни Артур, Тим Бальц, Морт Берк, Сара Бернс, Мария Блазуччи, Крейг Какковски, Майкл Кэссиди, Майкл Коулман, Тимберли Хилл, Адам Ни, Джереми Дж. Татсон, Грег Тукулеску, Дж. Т. Палмер и другие. Ааша Дэвис.
Премьера сериала состоялась на Comedy Central 9 июля 2013 года. 26 августа 2019 года сериал был продлен на седьмой сезон. 19 августа 2020 года это решение было отменено, когда Comedy Central отменила сериал, а шестой сезон стал последним. Раннее производство уже началось до того, как производство было остановлено из-за пандемии COVID-19. Также был выпущен ряд международных версий.